# Zangersknobbeltje
Stembandknobbeltjes of Zangersknobbeltjes zijn onregelmatigheden die zich op de stemplooien kunnen ontwikkelen bij langdurig onjuist gebruik van de stem. Door de symmetrische verdikkingen op beide stembanden, tegenover elkaar gelegen, sluit de stemspleet niet meer zuiver en wordt de stem hees.
De knobbeltjes verdwijnen in het algemeen vanzelf bij beter stemgebruik. Alleen wanneer het stemgebruik wordt aangepast is het zinvol ze operatief te verwijderen. Daarom wordt de sandwichmethode toegepast: eerst logopedie en dan, als de stemtechniek goed is verbeterd, microlarynxchirurgie gevolgd door hernieuwde logopedie. Littekenvorming door de ingreep kan ontstaan op de stembanden zodat men na een dergelijke ingreep voorzichtig moet revalideren.
De oorzaak ligt in te lang, te hard of met te veel spanning praten of zingen. Om deze reden is het een aandoening die vaker bij specifieke beroepen voorkomt zoals bij onderwijzers en beginnende zangers. Op jonge leeftijd komen ze vaker voor bij jongens dan bij meisjes. Na de puberteit worden stembandknobbeltjes vaker gezien bij vrouwen. Het vaker voorkomen bij vrouwen komt doordat in vergelijking met mannen het strottenhoofd relatief gezien meer in de breedte groeit, waardoor de stembanden aan de achterzijde vaker niet helemaal tegen elkaar aan komen (posterieur sluitingsdefect).